# Antozonite
L'antozonite (historiquement appelée fluorine fétide) est une variété de fluorine radioactive identifiée pour la première fois à Wölsendorf (Bavière), en 1841 et nommée 
en 1862.

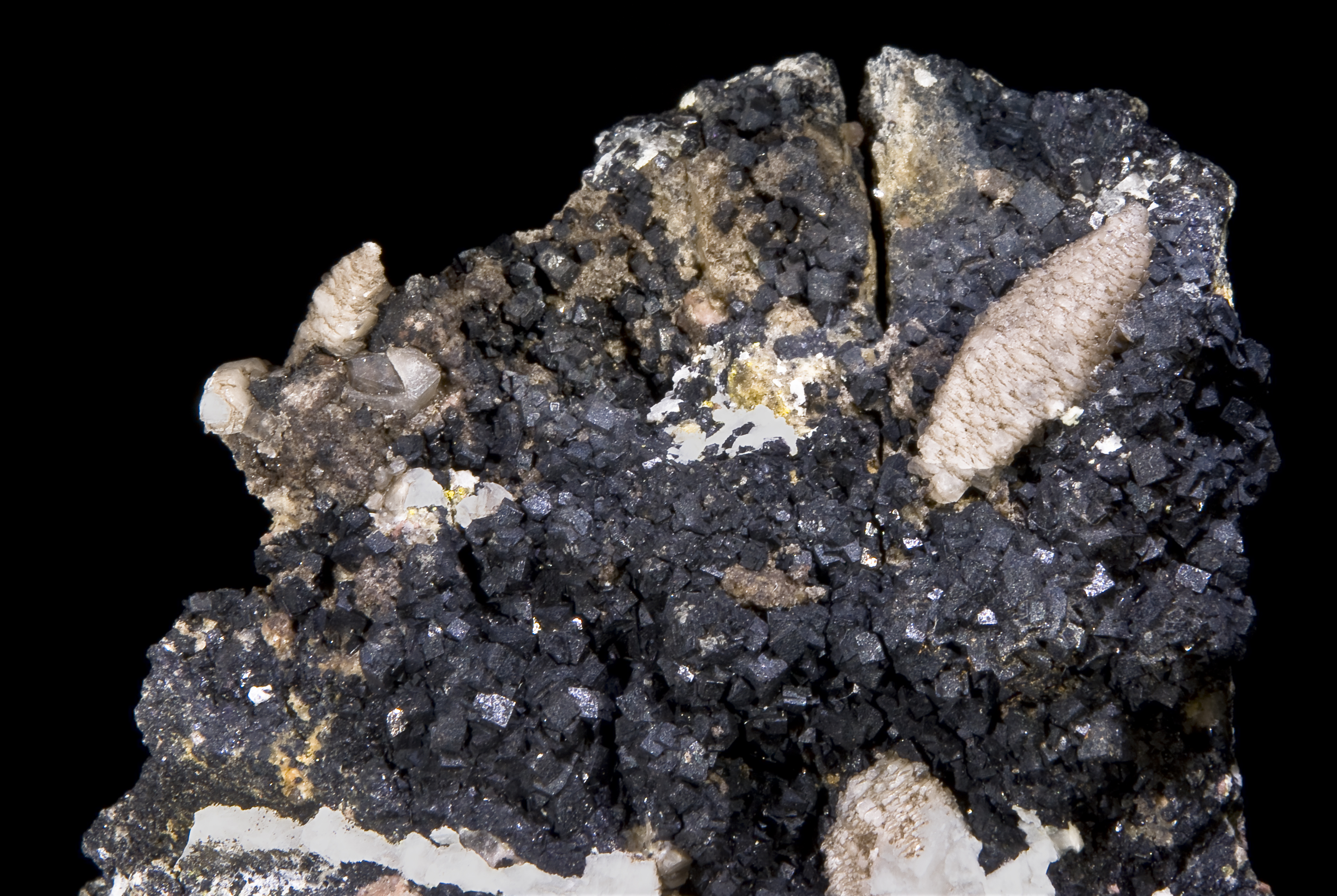
Antozonite (mine de Margnac).

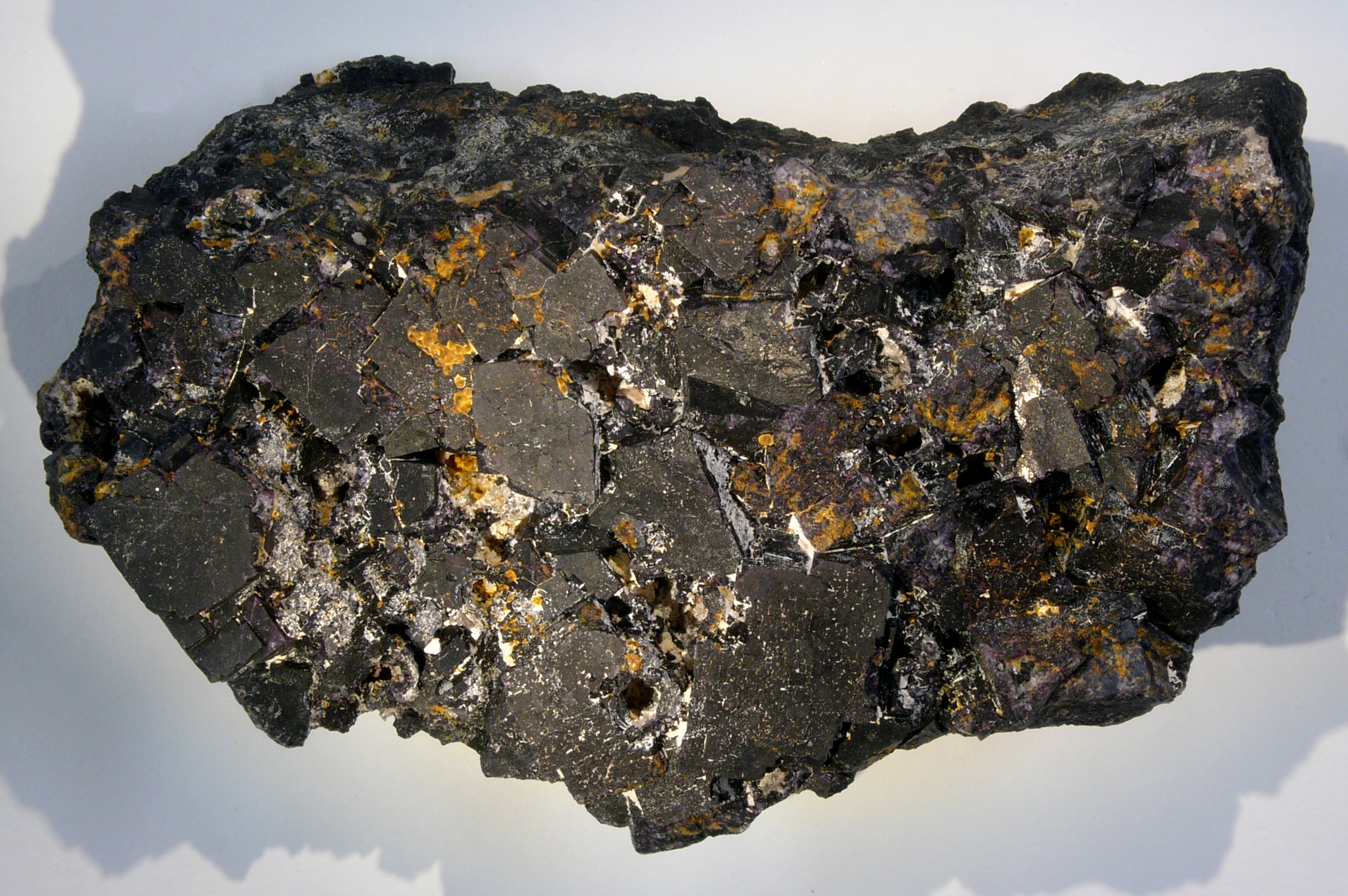
Antozonite (Wölsendorf).

Cette variété se caractérise par la  présence d'agrégats de calcium lui conférant une couleur sombre et d'inclusions contenant du fluor élémentaire,, ; quand les cristaux sont écrasés ou brisés, le fluor élémentaire relâché est responsable de l'odeur caractéristique de l'espèce. Il a été postulé que le rayonnement bêta issu des inclusions d'uranium dissocie en continu le  fluorure de calcium en atomes de calcium et fluor. Les atomes de fluor se combine ensuite pour produire des anions de  difluor et, avec la perte des électrons supplémentaires dans un défaut, du fluor est formé,.